# دوروثي أليسون (كاتبة)
دوروثي أليسون (بالإنجليزية: Dorothy Allison)‏‏ (11 أبريل 1949 في غرينفيل - 6 نوفمبر 2024) شاعرة، وروائية، وكاتِبة، ونسوية من الولايات المتحدة.

## الجوائز
- جائزة لامدا الأدبية

## روابط خارجية
- دوروثي أليسون على موقع ميوزك برينز (الإنجليزية)